# Patricia Scotland
Pour les articles homonymes, voir Scotland.
Patricia Janet Scotland, baronne Scotland d'Ashtal, née le 19 août 1955 en Dominique, est une avocate, femme politique et diplomate britannique et dominiquaise. Membre de la Chambre des lords depuis 1997 sous l'étiquette du Parti travailliste, et procureur général pour la juridiction d’Angleterre-et-Galles de 2007 à 2010, elle est nommée secrétaire générale du Commonwealth des Nations par les cinquante-trois États membres de cette organisation en novembre 2015, et entre en fonction le 1er avril 2016.

## Biographie

### Origines familiales et formation
Elle est la fille d'un père originaire d'Antigua-et-Barbuda et d'une mère de la Dominique. Elle est la dixième d'une fratrie de douze enfants.
La famille Scotland émigre au Royaume-Uni alors qu'elle n'a que trois ans et s'installe à Londres. 
En 1976, elle obtient une licence de Droit de l'université de Londres. 

### Carrière d'avocat (1977-1997)
En 1977, elle devient barrister (avocate plaidante) en étant inscrite au barreau de Londres. Par la suite, elle devient également membre du barreau de la Dominique et d'Antigua-et-Barbuda, et fellow du Wolfson College de l'université de Cambridge.
En 1985, elle épouse Richard Mawhinney, lui aussi barrister-at-law ; le couple aura deux fils. 
En 1991, elle est récompensée en devenant Queen's Counsel (QC) : à l'âge de 35 ans, elle est alors la plus jeune personne à recevoir ce titre depuis le XVIIIe siècle et la première femme noire depuis les origines,,.

### Parcours politique dans le Parti travailliste (1997-2010)
Le 30 octobre 1997, sur recommandation du Premier ministre Tony Blair, la reine Élisabeth II la nomme pair à vie à la Chambre des lords, avec le titre de « baronne Scotland d'Ashtal ». 
De 1999 à 2001, elle est ministre d'État aux Affaires étrangères, puis ministre à l'Intérieur de 2003 à 2007.
Gordon Brown, Premier ministre à partir de 2007, la nomme avocat général pour l'Irlande du Nord (avril 2007), puis, le 28 juin 2007 procureur général pour la juridiction d’Angleterre-et-Galles et procureur général pour l'Irlande du Nord. 
Elle occupe ces postes jusqu'à la défaite du Parti travailliste aux élections générales de mai 2010,,.

### Secrétaire générale du Commonwealth (2016-2025)
Candidate proposée par la république de la Dominique, la baronne Scotland est élue secrétaire générale par les États du Commonwealth en novembre 2015, pour un mandat de quatre ans. Elle devance une candidate botswanaise, ancienne vice-secrétaire général, Mmasekgoa Masire-Mwamba, et un candidat antiguayen, Sir Ronald Sanders. Elle est la première femme, et la première personne de nationalité britannique, à exercer cette fonction. 
Succédant à Kamalesh Sharma le 1er avril 2016,, elle indique que ses priorités seront de mobiliser la communauté internationale pour la lutte contre le changement climatique, de presser les États du Commonwealth à dépénaliser les relations homosexuelles et de se concentrer sur la question de l'égalité des sexes et des violences conjugales dans les pays membres,.

## Distinctions honorifiques
- 1997 : Baronne à vie ;
- 2001 : Conseiller privé ;
- 2014 : Dame grand-croix dans l'ordre sacré et militaire constantinien de Saint-Georges (GCMCO) ;
  -  2003 : Dame commandeur (DCMCO)[6].

## Nominations civiques
- 2014 : Alderman du Ward de Bishopsgate à la Cité[7] ;
- 2015 : Liveryman de la Vénérable Compagnie des Pelletiers (Skinners' Company of London)[8].